# Birra Peroni
Birra Peroni este o companie italiană producătoare de bere, fondată în 1846 la Vigevano (Lombardia) și cu sediul actual la Roma. A fost autonomă până în anul 1988, când a cedat o parte din capitalul său social grupului Danone, a fost achiziționată ulterior de multinaționala britanică SABMiller și a fost vândută ulterior, în 13 octombrie 2016, de grupul multinațional belgian Anheuser-Busch InBev⁠(d), pentru a evita problemele legate de legislația antimonopol europeană în contextul achiziției SABMiller, grupului japonez Asahi Breweries.
Compania are în prezent trei fabrici de bere, construite în anii 1960, la Roma, Bari și Padova. Principalele mărci de bere ale companiei Birra Peroni sunt Peroni și Nastro Azzurro.

## Istorie

### Începuturi
Societatea Birra Peroni a fost înființată în anul 1846 la inițiativa lui Francesco Peroni (1818–1894), copilul cel mai mic al unei familii de producători de paste din provincia Novara, care s-a mutat din localitatea sa natală, Galliate, în orașul Vigevano, considerat mai potrivit pentru începerea unei noi activități antreprenoriale în domeniul fabricării berii. Compania lui Francesco Peroni avea sediul în centrul orașului Vigevano, în cartierul Rocca Nuova, unde, alături de mica fabrică, mai funcționa o berărie cu producție și turnare directă.
În 1864 a fost deschisă o nouă fabrică la Roma, care a fost administrată inițial de unii asociați ai lui Francesco Peroni și apoi, începând din 1867, de fiul său cel mare, Giovanni Peroni (1848–1922). Fabrica a funcționat inițial în via Due Macelli din zona Piazza di Spagna⁠(d), unde a fost construit ulterior teatrul Salone Margherita⁠(d). Producția a fost mutată în 1871 în zona Borgo Santo Spirito⁠(d) într-o clădire închiriată și apoi cumpărată de la administrația azilului Santa Maria della Pietà⁠(d), păstrând activ doar un punct de vânzare în via Due Macelli.

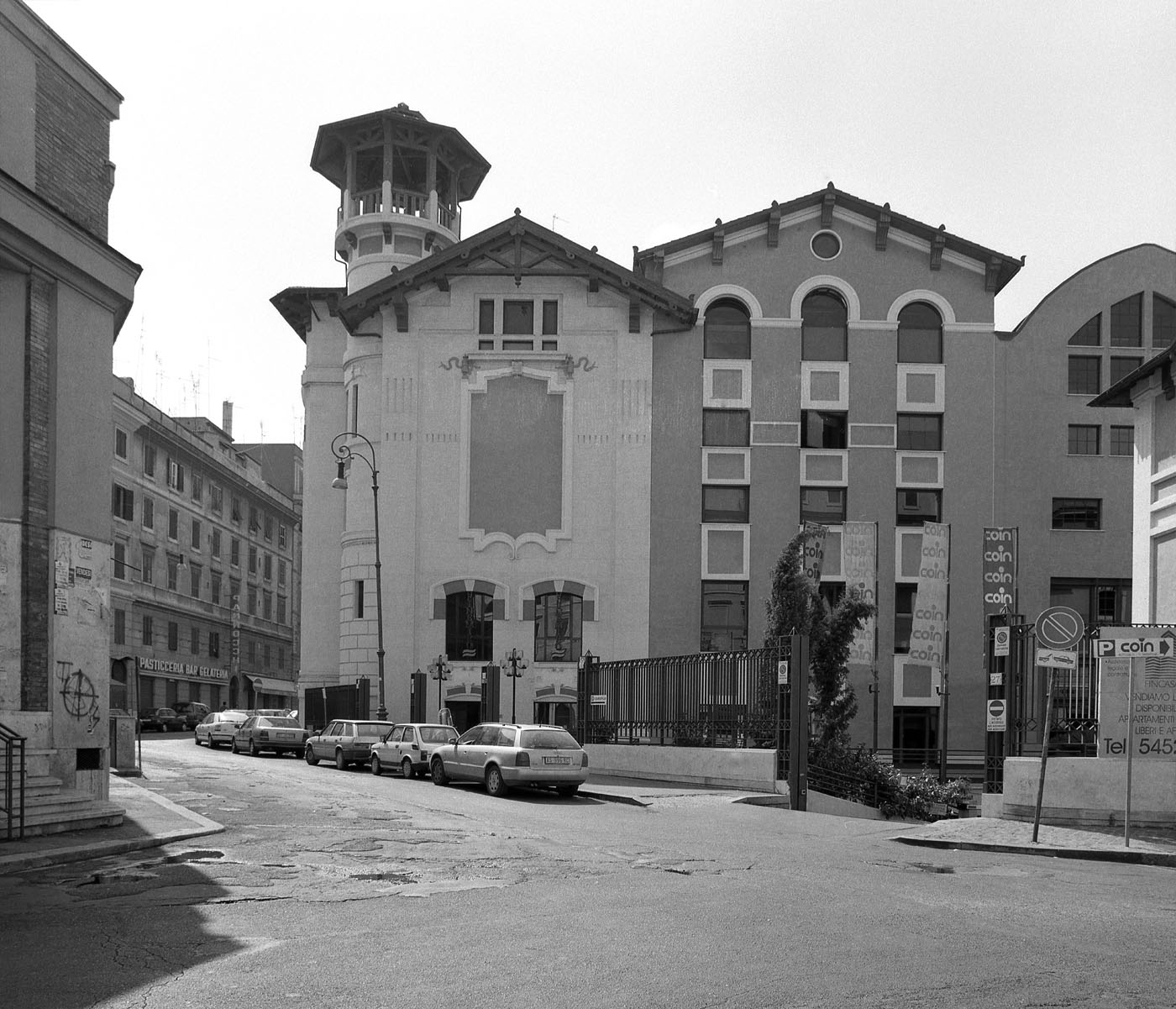
Fosta fabrică de bere Peroni de pe via Mantova din Roma (1998).

Giovanni Peroni a condus activitățile de producție de la Roma inițial singur și apoi, din 1887, cu ajutorul fratelui său mai mic, Cesare (1869–1948), care a ajuns în câțiva ani să dețină un rol operațional în cadrul companiei.
Fabrica a fost mutată din nou în 1896 într-un spațiu nou de pe via del Cardello nr. 16, nu departe de Colosseum. Între timp, Peroni a stabilit relații strânse de colaborare cu Società Romana della fabbricazione del ghiaccio e della neve artificiale, care au culminat cu fuziunea celor două companii în 1901 și constituirea unei societăți în comandită pe acțiuni denumite Società Riunite Fabbrica di Ghiaccio e Ditta F. Peroni, al cărei nou sediu⁠(d) a fost construit pe via Mantova, în zona Porta Pia⁠(d), după un proiect al inginerului și arhitectului Gustavo Giovannoni. Tot în 1896 Cesare Peroni a plecat în Germania pentru a studia tehnicile de producție a berilor de fermentație inferioară; aceste călătorii au stat la baza producerii a două tipuri de bere de fermentație inferioară: Vienna⁠(d) (cu o culoare gălbuie și un gust ușor amar) și Monaco sau Baviera (cu o culoare mai închisă și un gust mai dulce). În fine, în același an, filiala din Vigevano și-a încheiat activitatea de producție. În 1907 a fost înființată Società Anonima Birra Peroni, Ghiaccio e Magazzini Frigoriferi, care a fost transformata definitiv în 1981 in S.p.A. Birra Peroni Industriale.
În 1908, Giovanni Peroni a fost decorat cu Ordinul Meritul Muncii⁠(d) în grad de cavaler, iar în 1911 a devenit vicepreședinte al companiei Birra Peroni, pentru ca apoi, după doi ani, să preia funcția de președinte al companiei. În același an, Peroni a devenit acționar al Società anonima ghiacciaia romana, care a fost apoi absorbită definitiv în grup în 1942. O contribuție importantă la dezvoltarea companiei au avut-o fiii lui Giovanni: Francesco (1881–1967) și Giacomo (1884–1976) și ai lui Cesare: Franco (1905–1963) și Carlo (1911–1987).
În anul 1921 a avut loc o schimbare a conducerii: Cesare Peroni a devenit director general (amministratore delegato) și a deținut această funcție până la moartea sa în 1948, iar Giacomo Peroni (1884–1976), fiul lui Giovanni, a luat locul tatălui său în consiliul de administrație; câteva luni mai târziu, la 2 ianuarie 1922, Giovanni Peroni a murit, la scurt timp după ce și-a dat demisia din funcția de președinte al grupului.

### Expansiunea
O nouă fabrică a fost inaugurată în 1924 în orașul Bari, care era capabilă să producă 25.000 de hectolitri de bere pe an dintr-o producție totală anuală de 150.000 de hectolitri. Deschiderea noii fabrici a fost primul pas dintr-o strategie de expansiune a grupului în sudul Italiei, care a continuat cu achiziționarea fabricii de bere Orso & Sanvico din Perugia (în 1926), care a fost transformată apoi în centru de îmbuteliere și depozitare, a companiei Birra d'Abruzzo cu sediul în Castel di Sangro (în 1929), a cărei fabrică din Montenero Val Cocchiara a fost apoi abandonată în 1936, și a companiei Birrerie meridionali di Napoli, care s-a încheiat cu înființarea Società Anonima Birra Meridionale. În 1934 a fost achiziționată Birra Partenope, prin intermediul companiei Birrerie meridionali. Au fost achiziționate apoi compania Birra Cioci di Macerata și, în 1939, fabrica De Giacomi⁠(d) din Livorno.
În 1949, după moartea lui Cesare Peroni, Giacomo Peroni a devenit noul director general al grupului. În anul următor, producția anuală a ajuns la 420.000 de hectolitri, ceea ce a făcut ca Birra Peroni să fie cel mai mare producător de bere italian. În 1952 Franco Peroni (1905–1963), fiul lui Cesare, a devenit vicepreședinte al consiliului de administrație al Società Birra Peroni. În anul următor a fost preluată compania Dormisch din Udine. În același an a fost inaugurată o nouă fabrică la Napoli, construită după un proiect întocmit de biroul Harley-Ellington & Day din Detroit. În 1954 Giacomo Peroni a preluat funcția de președinte al consiliului de administrație.
În 1955 a fost închisă fosta fabrică Birrerie Meridionali di Capodimonte⁠(d), care a fost înlocuită cu o fabrică nouă deschisă la Miano⁠(d). În aprilie 1960 a fost încheiată achiziția a jumătate din pachetul de acțiuni al companiei Birra Itala Pilsen⁠(d) din Padova, care a fost achiziționată apoi în totalitate în 1970. În 1961 au fost finalizate achizițiile a două mărci de bere cu fabricile aferente: Birra Raffo⁠(d) din Taranto și Birra Faramia din Savigliano.
La sfârșitul anilor 1950 și în cursul anilor 1960 au intrat ca membri în consiliul de administrație Rodolfo Peroni (fiul lui Franco), Giovanni Peroni (fiul lui Francesco, care s-a retras din afacere în 1962) și Giorgio Natali (fiul Elisei Peroni, care era la rândul ei fiica lui Giovanni Peroni).

### Berea Nastro Azzurro
În 1963 a fost lansată pe piață marca de bere Nastro Azzuro, care își datorează numele victoriei în 1933 a transatlanticului italian Rex⁠(d) în competiția pentru premiul Panglica albastră (Nastro Azzurro dell'Atlantico).
În iulie 1963 a fost inaugurată producția la noua fabrică din Bari, care a înlocuit-o pe cea anterioară și care, la fel ca și fabrica din Napoli, a fost proiectată de firma americană Harley-Ellington & Day. În anii următori s-au mai deschis două noi fabrici: cea din Roma, care era situată în zona industrială Tor Sapienza⁠(d) și a înlocuit sediul istoric de pe via Mantova, în 1971 și cea din Padova, care a fost construită lângă un centru de îmbuteliere activ din anii 1960, în 1973.
În 1976, Giacomo Peroni, care avea atunci vârsta de 92 de ani, a părăsit funcțiile de director general și președinte, care au fost repartizate astfel: președinte a devenit nepotul său, Giorgio Natali, iar noii directori generali au fost numiți Rodolfo Peroni și Mario Beretta (un acționar din afara familiei). La sfârșitul anilor 1970 a fost pusă în aplicare o politică de reorganizare a celor opt fabrici ale grupului, care s-a soldat cu închiderea unora dintre acestea: mai întâi fabrica din Livorno în 1979, urmată apoi de fabricile din Savigliano, Taranto și Udine (în 1988). În 1987 a murit vicepreședintele Carlo Peroni (1911–1987), fiul lui Cesare, iar în urma acestui eveniment a fost numit în funcția de vicepreședinte Marco Martinelli, moștenitorul familiei Ferro; Andrea Mondello, fiul lui Amarilli Peroni, care era, la rândul ei, fiica lui Giacomo Peroni, a fost numit în funcția de director general în februarie 1988.
În cea de-a două jumătate a secolului al XX-lea Birra Peroni făcea parte din principalii patru competitori de pe piața italiană a berii, alături de Wührer⁠(d), Dreher⁠(d) și Birra Moretti, și controla 25% din piață, în timp ce Dreher controla doar 20%.

### Preluarea companiei Wührer
În 1988 a fost achiziționată Wührer⁠(d), cea mai veche fabrică de bere din Italia, care era deținută la acea vreme de grupul Danone, iar prin această tranzacție grupul Danone a obținut 19,5% din capitalul social al grupului Peroni. Fabricile companiei Wührer din Brescia, Battipaglia și San Cipriano Po au fost toate închise până în 1993.
În 1991 s-a finalizat restructurarea sediului istoric de pe via Mantova, unde a fost stabilit sediul conducerii grupului.

### Achiziționarea companiei de către multinaționale
În anul 2003 multinaționala britanică SABMiller plc a achiziționat grupul Peroni pentru peste 400 de milioane de euro plătiți în două tranșe, prima în același an (246 milioane de euro pentru o participație cuprinsă între 51 și 60%) și a doua în 2005 (162,5 milioane de euro pentru 39,8%), an în care a fost închisă și fabrica Peroni din Napoli.
În noiembrie 2016 grupul multinațional belgian Anheuser-Busch InBev⁠(d), pentru a evita problemele legate de legislația antimonopol europeană în contextul achiziției SABMiller, a vândut compania Peroni grupului japonez Asahi Breweries.

## Mărci
Compania Birra Peroni produce diverse mărci de bere, dintre care cele mai importante sunt:
- Peroni (1846)[2]
- Nastro Azzurro (1963)[2]
- Raffo⁠(d) (1919)[34]
- Itala Pilsen⁠(d)[35]
- Wührer⁠(d) (1829)[2][36]
- Kozel[37][38]

După ce a devenit o companie a grupului Asahi, Birra Peroni a devenit distribuitor în Italia al unor mărci de bere străine precum:
- Pilsner Urquell[39]
- Meantime[40][41]
- Tourtel[42]
- Grolsch[43][44]
- Asahi[45]
- St. Stefanus[46]
- Fuller’s London Pride⁠(d)[47]
- Gambrinus[48]
- St Benoit[49]
- Fyord Brau[50]
- Pferden Bier[51]

Compania Birra Peroni a deținut anterior unele mărci care nu mai sunt actualmente în producție, precum:
- Dormisch (1875–1989): marcă italiană achiziționată de Peroni în 1953[52]
- Faramia (1911–1980): marcă italiană achiziționată de Peroni în 1961[52]